# Nitting
Nitting (deutsch Nitting, 1940–44 Nittingen) ist eine französische Gemeinde mit 514 Einwohnern (Stand 1. Januar 2022) im Département Moselle in der Region Grand Est (bis 2015 Lothringen).

## Geografie
Die Gemeinde liegt an der Roten Saar, etwa sieben Kilometer südlich von Sarrebourg.
Zur Gemeinde Nitting gehören der südlich gelegene Weiler Barville-Bas (Unterbarweiler) und Bourdonne (Burdenhof), ein südöstlich des Kernortes gelegener Hof.

## Geschichte
Der Ort wurde schon im 7. Jahrhundert als Nithingas erwähnt und ist nach einem fränkischen Grundbesitzer namens Nitto benannt. Im Mittelalter gehörte er dem Kloster Weißenburg (Elsass), im Dreißigjährigen Krieg wurde er zerstört und seit 1661 gehört er zu Frankreich. Zwei der früheren Herrschaften über Nitting sind heute noch im Gemeindewappen zu sehen: der Löwe der Herren der Lützelburg und die Türme des Hauses Saintignon.

## Bevölkerungsentwicklung

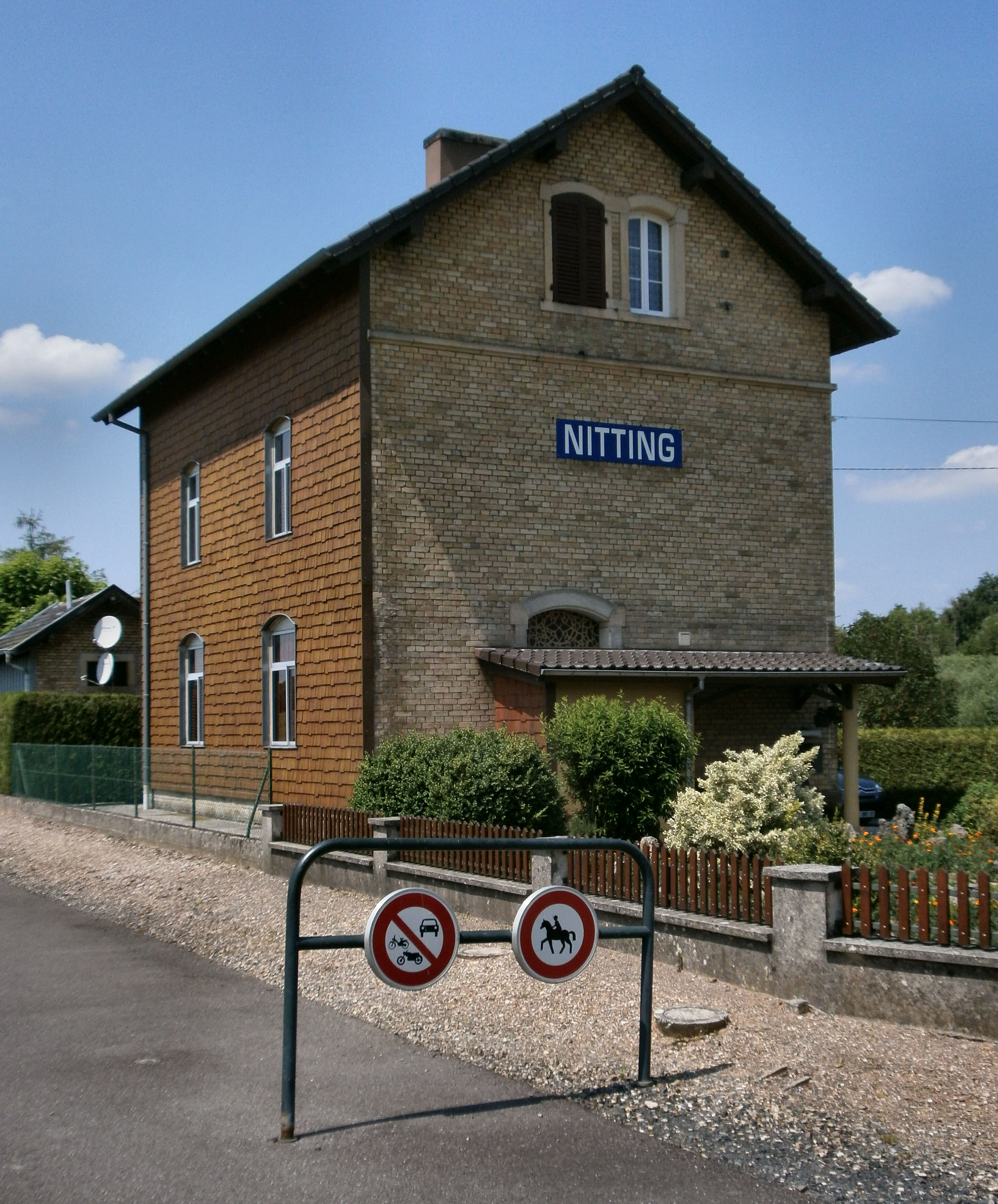
Bahnhof Nitting

| Jahr      | 1962 | 1968 | 1975 | 1982 | 1990 | 1999 | 2007 | 2019 |
| Einwohner | 316  | 326  | 334  | 526  | 515  | 518  | 476  | 479  |

## Sehenswürdigkeiten
- Kirche St. Lukas (Saint-Loc)

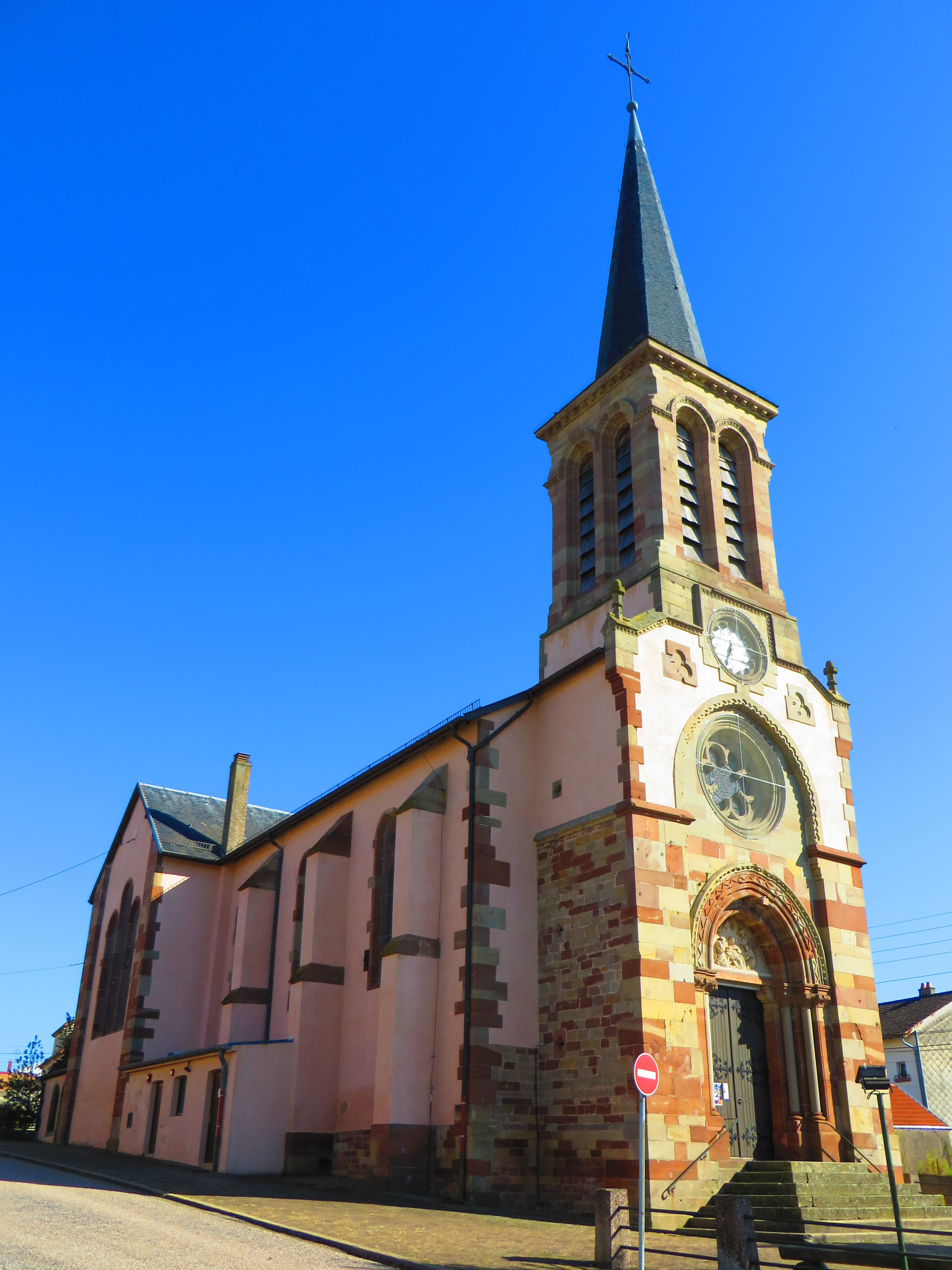
Kirche St. Lukas
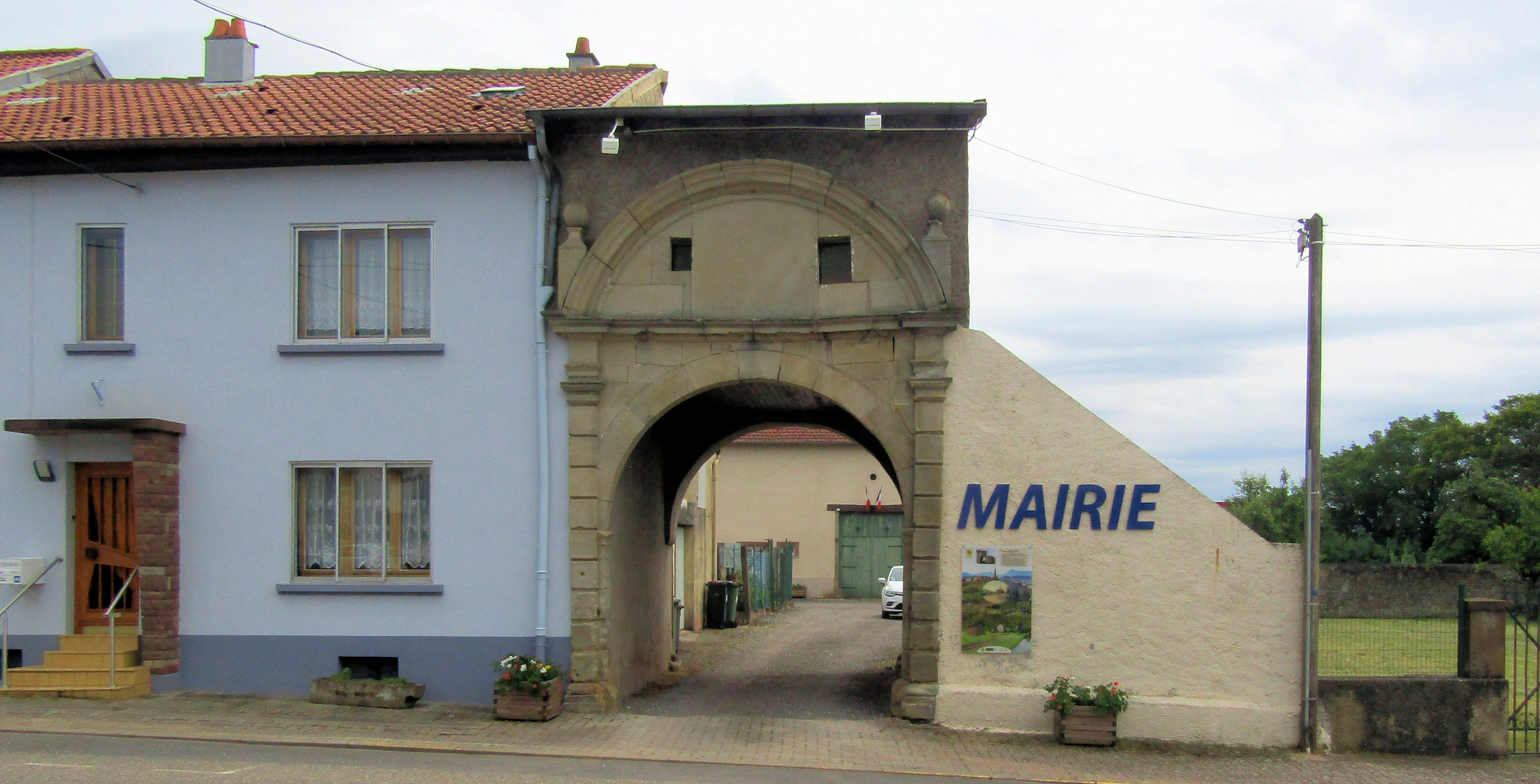
Rathaus (mairie)

## Belege
1. ↑  Wappenbeschreibung auf genealogie-lorraine.fr (französisch)